# Knoch Viktor
Knoch Viktor (Pécs, 1989. december 12. –) olimpiai bajnok magyar rövidpályás gyorskorcsolyázó.

## Élete

### Magánélete
Tanulmányait Pécsen a Táncsics Mihály utcai Általános Iskolában kezdte. Hetedikben átiratkozott a Janus Pannonius Gimnáziumba, ahol 2008-ban érettségizett. Még ugyanebben az évben megkezdte tanulmányait a Budapesti Kommunikációs és Üzleti Főiskola gazdaságmenedzsment szakán.

### Pályafutása
A 2005-ös junior vb-n 2000 méteren negyeddöntős volt, az 1500 méteres számon mind a négy felnőtt világkupa versenyen szintén. A 2006-os junior vb-n, Romániában 1500 méteren elődöntőbe jutott, de ott kizárták. Az olimpia előtti utolsó felnőtt világversenyen, a január végi lengyelországi Eb-n 5000 méteren jutott elődöntőbe, ott 3. lett.
A 2006. évi téli olimpiai játékokon hatalmas meglepetésre az 1500 méteres számban kitűnő versenyzéssel a döntőbe jutott, és végül az 5. helyen végzett. Ezzel 26 év óta a legjobb magyar eredményt érte el a téli olimpiák történetében.
2007 januárjában, Mladá Boleslavban a junior világbajnokságon 1500 méteren két koreai mögött a harmadik helyen végzett. Az 1500 méteres távon ezüstérmet szerzett az angliai Sheffieldben zajló felnőtt Európa-bajnokságon; majd februárban az 500 és az 1500 méteres versenyt is megnyerte a budapesti Gyakorló Jégcsarnokban zajló országos bajnokság első napján, s végül első helyen végzett összetettben is, így ő lett az országos bajnok; márciusban pedig a 13. helyen végzett Milánóban a rövidpályás gyorskorcsolya világbajnokság 500 méteres számában.
A 2009. március 6-án, a bécsi rövidpályás gyorskorcsolya világbajnokságon a 31. helyen végzett a férfiak 1500 méteres számában, majd a montréali világkupa-viadalon (november 7.) 500 méteren a 33., 1500-on pedig a 38. helyen zárt. A 2010-es drezdai rövidpályás gyorskorcsolya Európa-bajnokságon összetettben a 20. helyen szerepelt. A vancouveri téli olimpián 1500 méteren a 30. helyen végzett, míg 1000 méteren a 21. helyen zárt.
2011 decemberében, a rövidpályás gyorskorcsolyázók Japánban zajló világkupáján 1000 méteren kizárták a versenyből, 500-on pedig nem tudta befejezni első selejtezős futamát. A 2012-es rövidpályás gyorskorcsolya Európa-bajnokságon – sérüléséből kifolyólag – csak váltóban indult, és a nagyrészt junior korú csapattal a 8. helyen végzett. Februárban, a hollandiai Dordrechtben zajló Világkupán 1 000 méteren a 21. lett, míg 500 méteren a harmadik lett negyeddöntős futamában, és ezzel bejutott a C fináléba, ahol ugyancsak harmadikként zárva összesítésben a 12. pozícióban végzett. Márciusban, a sanghaji vb-n a 22. helyen zárt összetettben, 500 méteren a 24., 1000 méteren a 15., míg 1500 méteren a 22. helyen végzett. Egy évvel később Malmőben, a férfi 5000 méteres váltó tagjaként bronzéremmel zárta a kontinensviadalt. 2013 decemberében, az olaszországi Trentóban zajló XVI. téli universiadén – a Béres Bencével, Burján Csabával és Oláh Bencével alkotta férfi váltó tagjaként – aranyérmet nyer az 5000 méteres távon, míg 1000 méteren hetedikként ért célba. 2014 januárjában, a Drezdában zajló rövidpályás gyorskorcsolya Eb 1500 méteres egyéni versenyében – a 44 fős mezőnyben – a 18. lett. Ugyanitt a férfi 5000 méteres váltóval nem jutott be a döntőbe, végül az ötödik helyen végzett.
A 2014-es szocsi téli olimpián induló magyar rövidpályás gyorskorcsolya csapat tagjaként 1500 méteren a 34., míg 1000 méteren a 18. helyen zárt. 2015 februárjában sporttörténelmi tettet hajt végre, amikor a rövidpályás gyorskorcsolya világkupa-sorozat erzurumi állomásán, 500 méteren – legyőzve a háromszoros olimpiai bajnok kanadai Charles Hamelint – az első helyen végzett. Ezzel 25 évesen a sportág első magyar vk-győztese lett, egyben pályafutása első egyéni vk-érmét nyerte. Egy héttel korábban – mint a férfiváltó tagja – ezüstéremmel térhetett haza a drezdai világkupáról.
A magyar férfi gyorskorcsolya-váltó tagjaként, 5000 méteres távon Liu Shaolin Sándor, Liu Shaoang és Burján Csaba mellett Sanghajban rendezett rövidpályás gyorskorcsolya világkupán sporttörténeti magyar siker részeseként aranyérmet szerzett.
A 2016-os világbajnokságon 500 méteren 48., 1000 méteren 15., 1500 méteren 20. volt. A váltóval negyedik helyezést ért el.
A 2018-as olimpián 2018. február 22-én az 5000 méteres váltó tagjaként olimpiai bajnoki címet szerzett. Magyarország a téli olimpiák történetében először nyert aranyérmet.

## Díjai
- Magyar Köztársasági Bronz Érdemkereszt (2006)[2]
- Az év magyar gyorskorcsolyázója (2006, 2007, 2009, 2011, 2012, 2015[27])
- A Magyar Érdemrend tisztikeresztje (2018)
- Magyar fair play díj (2018)[28]
- Zugló díszpolgára (2018)[29]
- Ifjúsági Tüke-díj (2019)[30]